# No.2 (албум)
No.2 је други албум сарајевске групе Валентино из 1985. године, сниман у музичком студију РТВ Сарајево, а објављен је за Дискотон. 
Групи су се као пуноправни чланови прикључили Никша Братош и Јошко Гујиновић, који су пре тога били у групи Бонтон Баја, а на бубњевима је Адемир Волић Куфи. Као радијски хитови се издвајају  „Без тебе”, „У врелини ноћи”, „Понекад се сјетим да постојиш”, а као и на претходном албуму и једна балада „Не, не бој се”.
Валентино су:
- Зијо Ризванбеговић (гитара)
- Суад Јакирлић (вокал)
- Емир Чолаковић (бас)
- Адемир Волић (бубњеви)
- Никша Братош (клавијатуре, гитаре, саксофон)

## Списак песама
1. Најбоље године
2. Југовићи
3. Не, не бој се
4. Врела усна
5. Без тебе
6. Понекад се сјетим да постојиш
7. У врелини ноћи
8. Реци крај

Музика, текстови и аранжмани: Зијо Ризванбеговић

## Топ листе

### Недељна листа
| Листа           | Највиша позиција |
| --------------- | ---------------- |
| Радио ТВ ревија | 5                |

| Листа           | Највиша позиција |
| --------------- | ---------------- |
| Радио ТВ ревија | 2                |